# Armando Segato
Armando Segato (Vicenza, 3 maggio 1930 – Firenze, 19 febbraio 1973) è stato un calciatore e allenatore di calcio italiano, di ruolo centrocampista.

## Biografia
Il fratello maggiore, Bruno (nato nel 1921) fu anch'egli calciatore nelle serie minori con, tra le altre, Legnago, Trani e Aosta.
Durante uno scontro di gioco in allenamento, mentre allenava il Venezia, si frattura tibia e perone. L'operazione sembra riuscire, ma una volta tolto il gesso si scopre che il tono muscolare non si riforma. La successiva diagnosi dice che Segato è affetto dal morbo di Lou Gehrig. È il 1968 e per la prima volta la sclerosi amiotrofica laterale viene diagnosticata a un ex calciatore professionista. Quando arriva alla Reggina è già malato, ma nonostante ciò continua ad andare in panchina, finché non è costretto ad arrendersi.
Muore il 19 febbraio 1973 all'età di 42 anni.
La sua prematura scomparsa è stata in seguito accostata all'inchiesta, condotta dal Pubblico Ministero di Torino, Raffaele Guariniello, sull'uso di sostanze dopanti nel calcio e sulla presunta connessione con lo sviluppo della malattia.

## Carriera

### Giocatore

#### Club
Cresciuto nelle giovanili del Torino, comincia a giocare come ala sinistra. Dopo esperienze nelle serie minori con Cagliari e Prato, nel 1952 passa alla Fiorentina. È Fulvio Bernardini a sfruttarne a pieno le potenzialità e a spostarlo sulla mediana. Gioca a quasi totale sostegno dell'attacco, grazie alla copertura dell'ala tornante Prini. È protagonista assoluto del primo scudetto viola, giocando tutte le partite del campionato 1955-1956; l'anno successivo vince coi gigliati la Coppa Grasshoppers. Bandiera della Fiorentina per 8 campionati, disputa in maglia viola 216 incontri realizzando 16 gol. Al suo attivo anche quattro secondi posti consecutivi, e le finali di Coppa dei Campioni — la prima raggiunta da un club italiano — e di Coppa Italia, perse rispettivamente nel 1957 contro il Real Madrid e nel 1958 contro la Lazio. Chiude la sua carriera nell'Udinese.

#### Nazionale

Segato (accosciato, al centro) in maglia azzurra nel 1956

Esordisce in nazionale nel novembre 1953 contro l'Egitto: è una vittoria striminzita per 2-1 e la critica sportiva si scaglia contro il blocco difensivo viola, convocato per l'occasione dal C.T., l'ungherese Lajos Czeizler, definendolo «blocco dei brocchi»; tuttavia quello stesso blocco, con il tempo, non solo fa la fortuna della squadra gigliata, ma diventa elemento imprescindibile della squadra azzurra. Segato ne è parte integrante. Viene convocato per il campionato del mondo 1954 in Svizzera e il 6 maggio 1959 è il capitano della squadra azzurra che per la prima volta esce imbattuta da Wembley contro l'Inghilterra (2-2). Chiude con 20 presenze premiate con la medaglia (consegnata postuma al figlio Gianluca) dal presidente della Repubblica Italiana.

### Allenatore
Comincia come allenatore-giocatore dell'Udinese. Nella stagione 1965-1966 giunge al Venezia e forgia la squadra che porterà in Serie A con Vincenzi in porta — il quale stabilisce il record d'imbattibilità in Serie B riuscendo a non subire reti per 866 minuti —, Mencacci all'attacco, che segna 14 reti, e Mazzola II e capitan Spagni a centrocampo. Questo gli vale il conferimento del Seminatore d'oro quale miglior allenatore professionista. Allena i lagunari anche l'anno seguente, ma non riesce a evitare la retrocessione in cadetteria nonostante gli innesti di Manfredini e Benitez. Rimane a Venezia ancora un anno, per poi accettare nell'estate 1968 la proposta della Reggina, esperienza che gli permette di far esordire e lanciare nel professionismo Franco Causio. L'esperienza però dura poco, poiché malato è costretto ad abbandonare l'incarico.

## Statistiche

### Cronologia presenze e reti in nazionale
| Cronologia completa delle presenze e delle reti in nazionale ― Italia | Cronologia completa delle presenze e delle reti in nazionale ― Italia | Cronologia completa delle presenze e delle reti in nazionale ― Italia | Cronologia completa delle presenze e delle reti in nazionale ― Italia | Cronologia completa delle presenze e delle reti in nazionale ― Italia | Cronologia completa delle presenze e delle reti in nazionale ― Italia | Cronologia completa delle presenze e delle reti in nazionale ― Italia | Cronologia completa delle presenze e delle reti in nazionale ― Italia |
| Data                                                                  | Città                                                                 | In casa                                                               | Risultato                                                             | Ospiti                                                                | Competizione                                                          | Reti                                                                  | Note                                                                  |
| --------------------------------------------------------------------- | --------------------------------------------------------------------- | --------------------------------------------------------------------- | --------------------------------------------------------------------- | --------------------------------------------------------------------- | --------------------------------------------------------------------- | --------------------------------------------------------------------- | --------------------------------------------------------------------- |
| 13-11-1953                                                            | Il Cairo                                                              | Egitto                                                                | 1 – 2                                                                 | Italia                                                                | Qual. Mondiali 1954                                                   | -                                                                     |                                                                       |
| 13-12-1953                                                            | Genova                                                                | Italia                                                                | 3 – 0                                                                 | Cecoslovacchia                                                        | Coppa Internazionale                                                  | -                                                                     |                                                                       |
| 24-1-1954                                                             | Milano                                                                | Italia                                                                | 5 – 1                                                                 | Egitto                                                                | Qual. Mondiali 1954                                                   | -                                                                     |                                                                       |
| 23-6-1954                                                             | Basilea                                                               | Svizzera                                                              | 4 – 1                                                                 | Italia                                                                | Mondiali 1954 - 1º turno                                              | -                                                                     |                                                                       |
| 27-11-1955                                                            | Budapest                                                              | Ungheria                                                              | 2 – 0                                                                 | Italia                                                                | Coppa Internazionale                                                  | -                                                                     |                                                                       |
| 18-12-1955                                                            | Roma                                                                  | Italia                                                                | 2 – 1                                                                 | Germania Ovest                                                        | Amichevole                                                            | -                                                                     |                                                                       |
| 15-2-1956                                                             | Bologna                                                               | Italia                                                                | 2 – 0                                                                 | Francia                                                               | Amichevole                                                            | -                                                                     |                                                                       |
| 25-4-1956                                                             | Milano                                                                | Italia                                                                | 3 – 0                                                                 | Brasile                                                               | Amichevole                                                            | -                                                                     |                                                                       |
| 24-6-1956                                                             | Buenos Aires                                                          | Argentina                                                             | 1 – 0                                                                 | Italia                                                                | Amichevole                                                            | -                                                                     |                                                                       |
| 1-7-1956                                                              | Rio de Janeiro                                                        | Brasile                                                               | 2 – 0                                                                 | Italia                                                                | Amichevole                                                            | -                                                                     |                                                                       |
| 11-11-1956                                                            | Berna                                                                 | Svizzera                                                              | 1 – 1                                                                 | Italia                                                                | Coppa Internazionale                                                  | -                                                                     |                                                                       |
| 9-12-1956                                                             | Genova                                                                | Italia                                                                | 2 – 1                                                                 | Austria                                                               | Coppa Internazionale                                                  | -                                                                     |                                                                       |
| 25-4-1957                                                             | Roma                                                                  | Italia                                                                | 1 – 0                                                                 | Irlanda del Nord                                                      | Qual. Mondiali 1958                                                   | -                                                                     |                                                                       |
| 12-5-1957                                                             | Zagabria                                                              | Jugoslavia                                                            | 6 – 1                                                                 | Italia                                                                | Coppa Internazionale                                                  | -                                                                     |                                                                       |
| 4-12-1957                                                             | Belfast                                                               | Irlanda del Nord                                                      | 2 – 2                                                                 | Italia                                                                | Amichevole                                                            | -                                                                     |                                                                       |
| 22-12-1957                                                            | Milano                                                                | Italia                                                                | 3 – 0                                                                 | Portogallo                                                            | Qual. Mondiali 1958                                                   | -                                                                     |                                                                       |
| 15-1-1958                                                             | Belfast                                                               | Irlanda del Nord                                                      | 2 – 1                                                                 | Italia                                                                | Qual. Mondiali 1958                                                   | -                                                                     | Cap.                                                                  |
| 9-11-1958                                                             | Parigi                                                                | Francia                                                               | 2 – 2                                                                 | Italia                                                                | Amichevole                                                            | -                                                                     |                                                                       |
| 6-5-1959                                                              | Londra                                                                | Inghilterra                                                           | 2 – 2                                                                 | Italia                                                                | Amichevole                                                            | -                                                                     | Cap.                                                                  |
| 1-11-1959                                                             | Praga                                                                 | Cecoslovacchia                                                        | 2 – 1                                                                 | Italia                                                                | Coppa Internazionale                                                  | -                                                                     |                                                                       |
| Totale                                                                |                                                                       | Presenze                                                              | 20                                                                    |                                                                       | Reti                                                                  | 0                                                                     |                                                                       |

### Statistiche da allenatore
| Stagione        | Squadra         | Campionato      | Campionato | Campionato | Campionato | Campionato | Coppe nazionali | Coppe nazionali | Coppe nazionali | Coppe nazionali | Coppe nazionali | Coppe continentali | Coppe continentali | Coppe continentali | Coppe continentali | Coppe continentali | Altre coppe | Altre coppe | Altre coppe | Altre coppe | Altre coppe | Totale | Totale | Totale | Totale | % Vittorie |
| Stagione        | Squadra         | Comp            | G          | V          | N          | P          | Comp            | G               | V               | N               | P               | Comp               | G                  | V                  | N                  | P                  | Comp        | G           | V           | N           | P           | G      | V      | N      | P      | %          |
| --------------- | --------------- | --------------- | ---------- | ---------- | ---------- | ---------- | --------------- | --------------- | --------------- | --------------- | --------------- | ------------------ | ------------------ | ------------------ | ------------------ | ------------------ | ----------- | ----------- | ----------- | ----------- | ----------- | ------ | ------ | ------ | ------ | ---------- |
| 1963-1964       | Udinese         | B               | 34         | 8          | 10         | 16         | -               | -               | -               | -               | -               | -                  | -                  | -                  | -                  | -                  | -           | -           | -           | -           | -           | 34     | 8      | 10     | 16     | 23,53      |
| 1965-1966       | Venezia         | B               | 38         | 18         | 13         | 7          | CI              | 2               | 1               | 0               | 1               | -                  | -                  | -                  | -                  | -                  | -           | -           | -           | -           | -           | 40     | 19     | 13     | 8      | 47,50      |
| 1966-1967       | Venezia         | A               | 34         | 4          | 9          | 21         | CI              | 1               | 0               | 0               | 1               | -                  | -                  | -                  | -                  | -                  | -           | -           | -           | -           | -           | 35     | 4      | 9      | 22     | 11,43      |
| 1967-1968       | Venezia         | B               | 25+7       | 8+2        | 8+1        | 9+4        | CI              | 2               | 1               | 0               | 1               | -                  | -                  | -                  | -                  | -                  | -           | -           | -           | -           | -           | 34     | 11     | 9      | 14     | 32,35      |
| Totale Venezia  | Totale Venezia  | Totale Venezia  | 97+7       | 30+2       | 30+1       | 37+4       |                 | 5               | 2               | 0               | 3               |                    | -                  | -                  | -                  | -                  |             | -           | -           | -           | -           | 109    | 34     | 31     | 44     | 31,19      |
| 1968-1969       | Reggina         | B               | 38         | 13         | 18         | 7          | CI              | 3               | 2               | 1               | 0               | -                  | -                  | -                  | -                  | -                  | -           | -           | -           | -           | -           | 41     | 15     | 19     | 7      | 36,59      |
| Totale carriera | Totale carriera | Totale carriera | 169+7      | 51+2       | 58+1       | 60+4       |                 | 8               | 4               | 1               | 3               |                    | -                  | -                  | -                  | -                  |             | -           | -           | -           | -           | 184    | 57     | 60     | 67     | 30,98      |

## Palmarès

### Giocatore

#### Club

##### Competizioni nazionali
- Campionato italiano: 1

Fiorentina:1955-1956

##### Competizioni internazionali
- Coppa Grasshoppers: 1

Fiorentina: 1957